# ATP Lyon

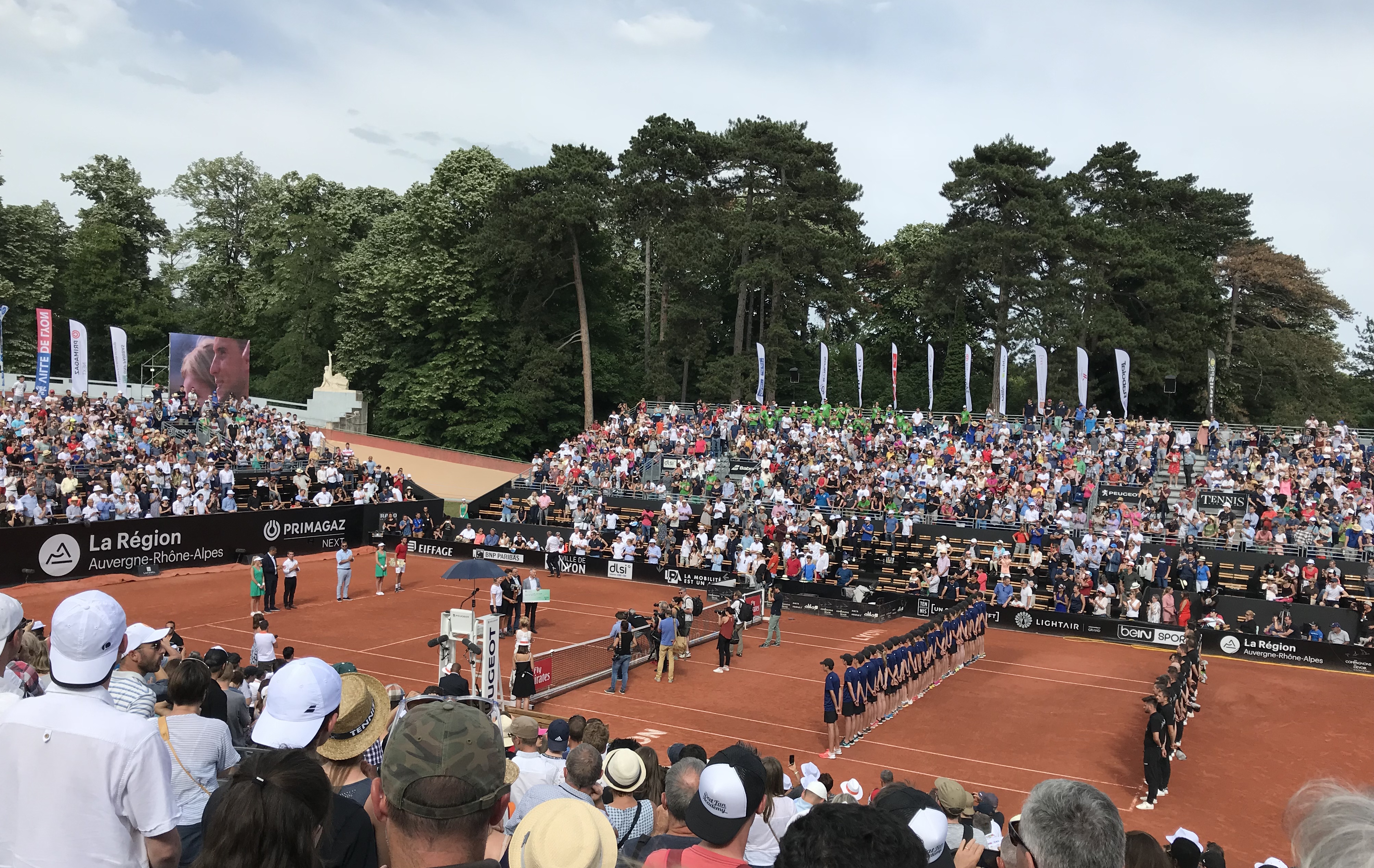
Ein Turniertag bei der Ausgabe 2018.

Das ATP Lyon (offiziell: Open Parc Auvergne-Rhône-Alpes Lyon) war ein Tennisturnier, das von 2017 bis 2024 in Lyon, Frankreich stattgefunden hat. Es gehörte zur ATP Tour 250 und wurde im Freien auf Sand gespielt.

## Geschichte
Das Turnier ersetzte das 300 Kilometer entfernte Turnier in Nizza. Bereits von 1987 bis 2009 wurde in Lyon ein Tennisturnier ausgetragen, das aber 2010 nach Montpellier zog. Gleichzeitig fand in Genf ein Turnier statt. Beide Turniere galten als letzte Möglichkeit der Vorbereitung auf die French Open.
Im Zuge der „One Vision“ der ATP, nach der mehr größere Turniere ausgetragen werden sollen, wurde die Veranstaltung 2024 eingestellt.

## Siegerliste

### Einzel
| Jahr | Sieger                     | Finalgegner             | Finalergebnis  |
| ---- | -------------------------- | ----------------------- | -------------- |
| 2024 | Giovanni Mpetshi Perricard | Tomás Martín Etcheverry | 6:4, 1:6, 7:67 |
| 2023 | Arthur Fils                | Francisco Cerúndolo     | 6:3, 7:5       |
| 2022 | Cameron Norrie             | Alex Molčan             | 6:3, 6:73, 6:1 |
| 2021 | Stefanos Tsitsipas         | Cameron Norrie          | 6:3, 6:3       |
| 2020 | abgesagt                   | abgesagt                | abgesagt       |
| 2019 | Benoît Paire               | Félix Auger-Aliassime   | 6:4, 6:3       |
| 2018 | Dominic Thiem              | Gilles Simon            | 3:6, 7:61, 6:1 |
| 2017 | Jo-Wilfried Tsonga         | Tomáš Berdych           | 7:62, 7:5      |

### Doppel
| Jahr | Sieger                                | Finalgegner                         | Finalergebnis     |
| ---- | ------------------------------------- | ----------------------------------- | ----------------- |
| 2024 | Harri Heliövaara Henry Patten         | Yuki Bhambri Albano Olivetti        | 3:6, 7:64, [10:8] |
| 2023 | Rajeev Ram Joe Salisbury              | Nicolas Mahut Matwé Middelkoop      | 6:0, 6:3          |
| 2022 | Ivan Dodig (2) Austin Krajicek        | Máximo González Marcelo Melo        | 6:3, 6:4          |
| 2021 | Hugo Nys Tim Pütz                     | Pierre-Hugues Herbert Nicolas Mahut | 6:4, 5:7, [10:8]  |
| 2020 | abgesagt                              | abgesagt                            | abgesagt          |
| 2019 | Ivan Dodig (1) Édouard Roger-Vasselin | Ken Skupski Neal Skupski            | 6:4, 6:3          |
| 2018 | Nick Kyrgios Jack Sock                | Roman Jebavý Matwé Middelkoop       | 7:5, 2:6, [11:9]  |
| 2017 | Andrés Molteni Adil Shamasdin         | Marcus Daniell Marcelo Demoliner    | 6:3, 3:6, [10:5]  |